# Елена Палашева
Елена Андонова Палашева е българска учителка и общественичка от Кюстендил.

## Биография
Родена е на 27 април 1875 година в град Кюстендил в големия велешки род Палашеви. Завършва Девическата гимназия в София. Държи изпит и получава правото да е учителка по френски. В 1896/1897 година преподава в Солунската българска девическа гимназия. Преподава и в Сливен и дълги години в Кюстендил като прогимназиална и гимназиална учтелка по френски и ръкоделие.
В Кюстендил Палашева развива и многостранна обществена дейност – артистка, членка на театралните комисии към Читалище „Братство“ (1906 – 1907, 1909 – 1910), членка на Кюстендилското учителско дружество, на Алианс Франсез, почетна членка от 1937 година на женското дружество „Майчина любов“.
Палашева не се жени и след смъртта на сестра си Невена в 1911 година отглежда децата ѝ от Кирил Христов.
Умира на 22 юли 1955 година.